# Hein Verbruggen
Hein Verbruggen (Helmond, 21 juni 1941 – Leuven, 14 juni 2017) was een Nederlands sportbestuurder. Van 1991 tot 2005 was hij voorzitter van de Internationale Wielerunie UCI; hij werd opgevolgd door de Ier Pat McQuaid.
Na zijn opleiding op het instituut Nijenrode werkte hij in het bedrijfsleven. Sinds 1979 bekleedde hij diverse bestuursfuncties in de wielerwereld. Zo was hij van 1984 tot 1991 voorzitter van de Fédération Internationale du Cyclisme Professionnel en bestuurslid van de UCI. In 1989 voerde hij het klassement van de wereldbeker in. In 1991 werd hij voorzitter van de UCI. Onder zijn voorzitterschap kwam de ProTour tot stand. 
In 1988 werd Verbruggen benaderd door de organisatie van de Tour de France om Félix Lévitan op te volgen als rondedirecteur. Hij deed dat niet, omdat hij vond dat de Tour door een Fransman moest worden geleid. Dat werd toen Jean-Marie Leblanc, degene die Verbruggen had voorgedragen.
In 1996 werd hij lid van het IOC. Hij was onder andere lid van de coördinatiecommissie van de Olympische Spelen in Athene in 2004 en die van 2008 in Peking. Toen hij in 2005 terugtrad als voorzitter van de UCI werd hij benoemd tot erevoorzitter, waardoor hij zijn IOC-lidmaatschap behield. In 2012 raakte hij in opspraak omdat hij de toen van dopinggebruik verdachte Lance Armstrong te veel had geholpen.
Verbruggen woonde in Zwitserland.
Verbruggen overleed een week voor zijn 76ste verjaardag aan leukemie.
- Gemeinsame Normdatei: 1170619428
- International Standard Name Identifier: 0000 0004 6821 1402
- Virtual International Authority File: 5109153596643651900006
- WorldCat: E39PBJtRK9mGfcQrDYqGF3m68C